# Barão de São Pedro
Barão de São Pedro é um título nobiliárquico criado por D. Maria II de Portugal, por Decreto de 12 de Agosto de 1845, em favor de Daniel de Ornelas e Vasconcelos.
Titulares
1. Daniel de Ornelas e Vasconcelos, 1.º Barão de São Pedro;
2. Josefina de Ornelas e Vasconcelos, 2.ª Baronesa de São Pedro, e Pedro de Castelbranco Manuel, 2.º Barão de São Pedro jure uxoris.

Após a Implantação da República Portuguesa, e com o fim do sistema nobiliárquico, usou o título: 
1. António Infante de Lacerda Ribeiro da Cunha, 3.º Barão de São Pedro;
2. António Miguel José de Mello Ribeiro da Cunha, 4.º Barão de São Pedro.[2]